# Гендеркінген
Гендеркінген (нім. Genderkingen) — громада в Німеччині, знаходиться в землі Баварія. Підпорядковується адміністративному округу Швабія. Входить до складу району Донау-Ріс. Складова частина об'єднання громад Райн.
Площа — 11,67 км2. Населення становить 1227 ос. (станом на 31 грудня 2020).